# راخوص
الراخـوص (الاسم العلمي: Cynoscion regalis) و (بالإنجليزية: Weakfish)‏ هو سمك صالح للأكل، يعيش في الماء المالح ويطلق عليه أيضًا اسم السمك الضعيف. وهو من فصيلة السمك النعاب. وأطلق عليه اسم السمك الضعيف، لأن فمه ضعيف وقابل للتمزق بسهولة، ويصل طول هذه الأسماك إلى 30 أو 60 سم أو قد يزيد على ذلك. ورغم أن اسم تروتة البحر يطلق على هذه الأسماك أحيانًا فإنها لا تنتمي إلى التروتة. ويعيش الراخوص بمحاذاة السواحل الغربية للمحيط الأطلسي الشمالي. وهناك أربعة أنواع من الراخوص هي: الراخوص الشائع، والراخوص المرقط، والراخوص الفضي، والراخوص ذو اللون الرملي. ويصل وزن معظم الراخوص إلى أقل من 7كجم، وبعض منها يصل وزنه إلى 14كجم.